# Archibracon nigricephalus
Archibracon nigricephalus är en stekelart som beskrevs av Donald L.J. Quicke 1989. Archibracon nigricephalus ingår i släktet Archibracon och familjen bracksteklar. Inga underarter finns listade.